# Foiano della Chiana
Foiano della Chiana ist eine italienische Gemeinde mit 9043 Einwohnern (Stand 31. Dezember 2023) in der Provinz Arezzo in der Region Toskana.

## Geografie

Lage von Foiano della Chiana in der Provinz Arezzo

Die Gemeinde erstreckt sich über rund 41 km². Sie liegt etwa 25 km südlich der Provinzhauptstadt Arezzo und 90 km südöstlich der Regionalhauptstadt Florenz im Chiana-Tal. Der Ort liegt in der klimatischen Einordnung italienischer Gemeinden in der Zone E, 2 121 GG. Zu den wichtigsten Gewässern in der Gemeinde gehören der Chiani sowie der Torrente Esse (8 von 29 km im Gemeindegebiet).
Zu den Ortsteilen zählen Case Nuove, La Pace, Ponte al Ramo, Pozzo della Chiana, Renzino und Santa Luce.
Die Nachbargemeinden sind Castiglion Fiorentino, Cortona, Lucignano, Marciano della Chiana und Sinalunga (SI).

## Geschichte
Erste Bewohner der heutigen Gemeinde waren die Etrusker, zurückdatierbar bis ins 6. Jahrhundert v. Chr. In der Römerzeit von diesen besetzt, wurde der Ort erstmals 1084 erwähnt, als er sich zur freien Kommune erklären konnte und sich eigene Statuten gab. Im 12. Jahrhundert fiel der Ort kurzzeitig unter die Kontrolle der Republik Siena, die kurz darauf die Herrschaft an Arezzo verlor. Im Jahr 1336 fiel der Ort an die Florentiner, welche die Stadtmauer errichteten und sich dabei einigen Versuchen von Arezzo erwehrten, den Ort zurückzuerobern. 1387 erreichte Foiano erneut den Status der Kommune, diesmal allerdings unter der Führung der Republik Florenz. Die Schlacht von Scannagallo (Battaglia di Scannagallo, auch Battaglia di Marciano genannt) fand am 2. August 1554 im Ortsteil Pozzo della Chiana statt. Hierbei besiegte die Republik Florenz unter Gian Giacomo Medici die Republik von Siena unter Piero Strozzi und rückte dadurch weiter in Richtung Siena vor, um es letztlich im April 1555 einzunehmen. Mit Florenz wurde auch Foiano in das Herzogtum Toskana eingegliedert. 
Großherzog Leopold I. beauftragte 1788 Vittorio Fossombroni aus Arezzo, die Errichtung von Drainagen fertigzustellen, um die Sümpfe des Chianatals fruchtbar zu machen. Mit Ausnahme der napoleonischen Besetzung 1799 bis 1814 blieb die Gemeinde bis zur Einigung Italiens im Herzogtum Toskana und wurde dann der Provinz Arezzo zugeschlagen.
Wie fast alle Orte der Provinz hatte auch Foiano im Zweiten Weltkrieg stark unter der deutschen Besetzung und dem Rückzug derer zu leiden. Zeuge dieser Zeit ist der heute noch vorhandene englische Militärfriedhof.

## Sehenswürdigkeiten

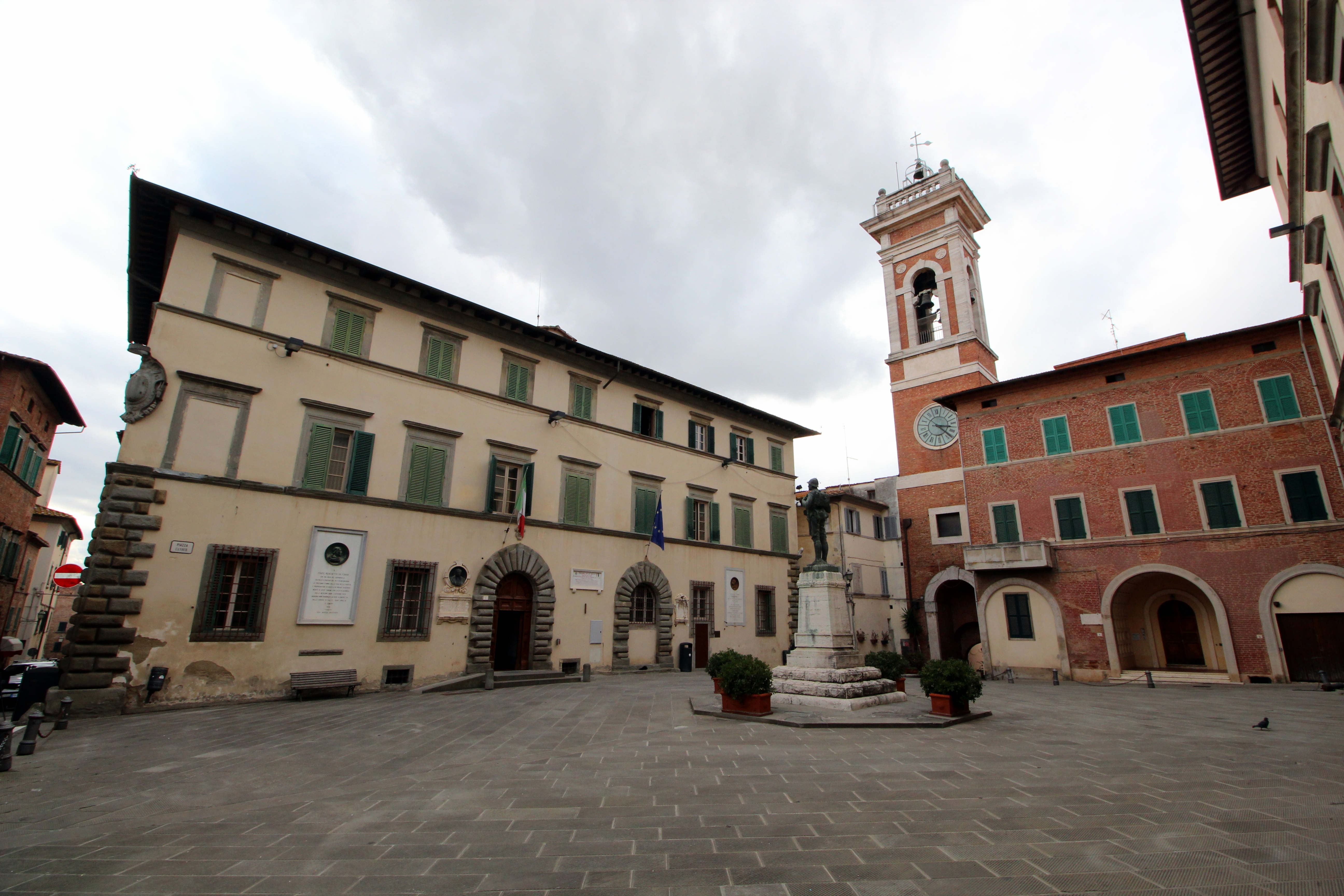
Das Rathaus, der Torre Civica und das Kriegsdenkmal am Hauptplatz Piazza Cavour

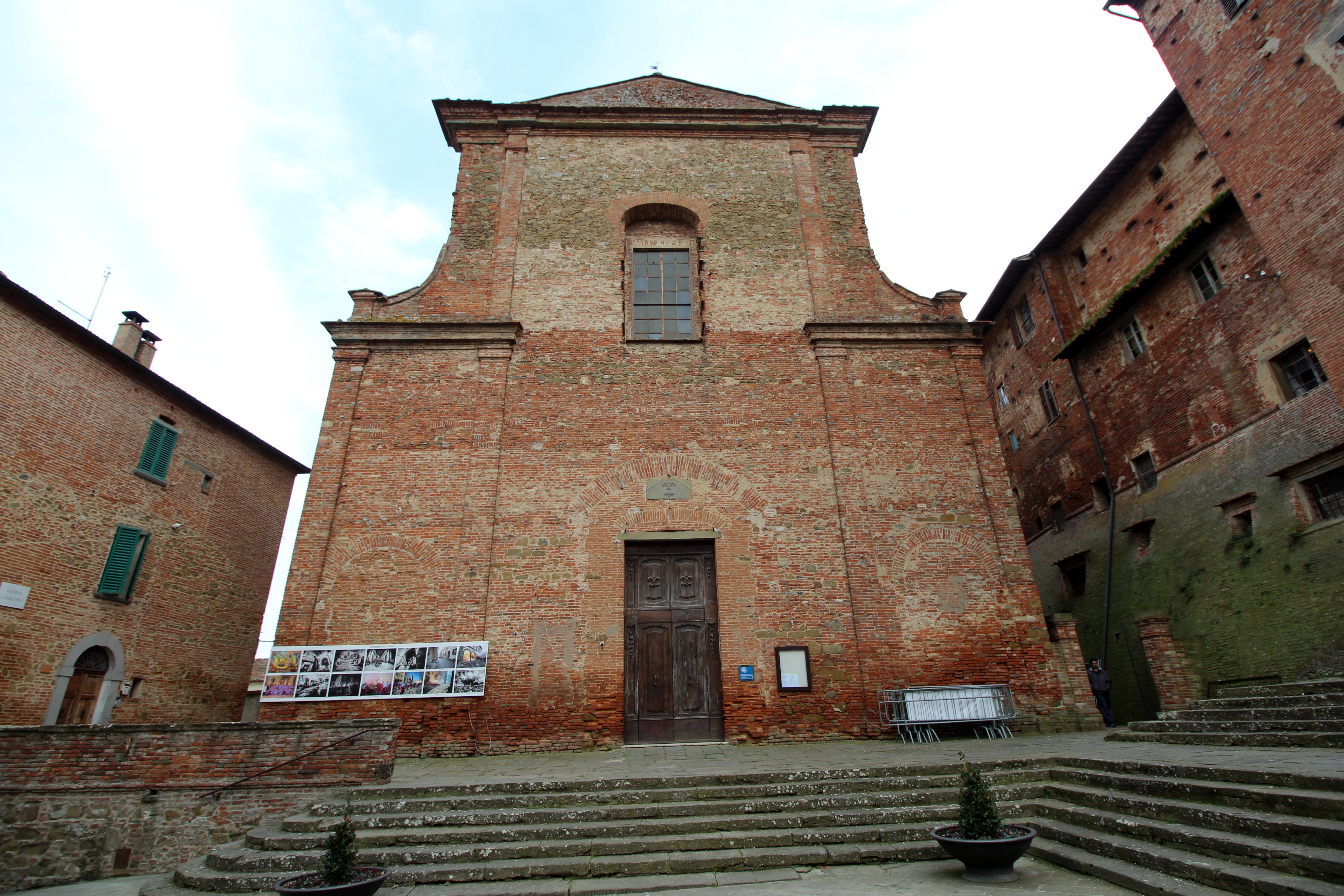
Die Collegiata dei Santi Martino e Leonardo im Ortskern

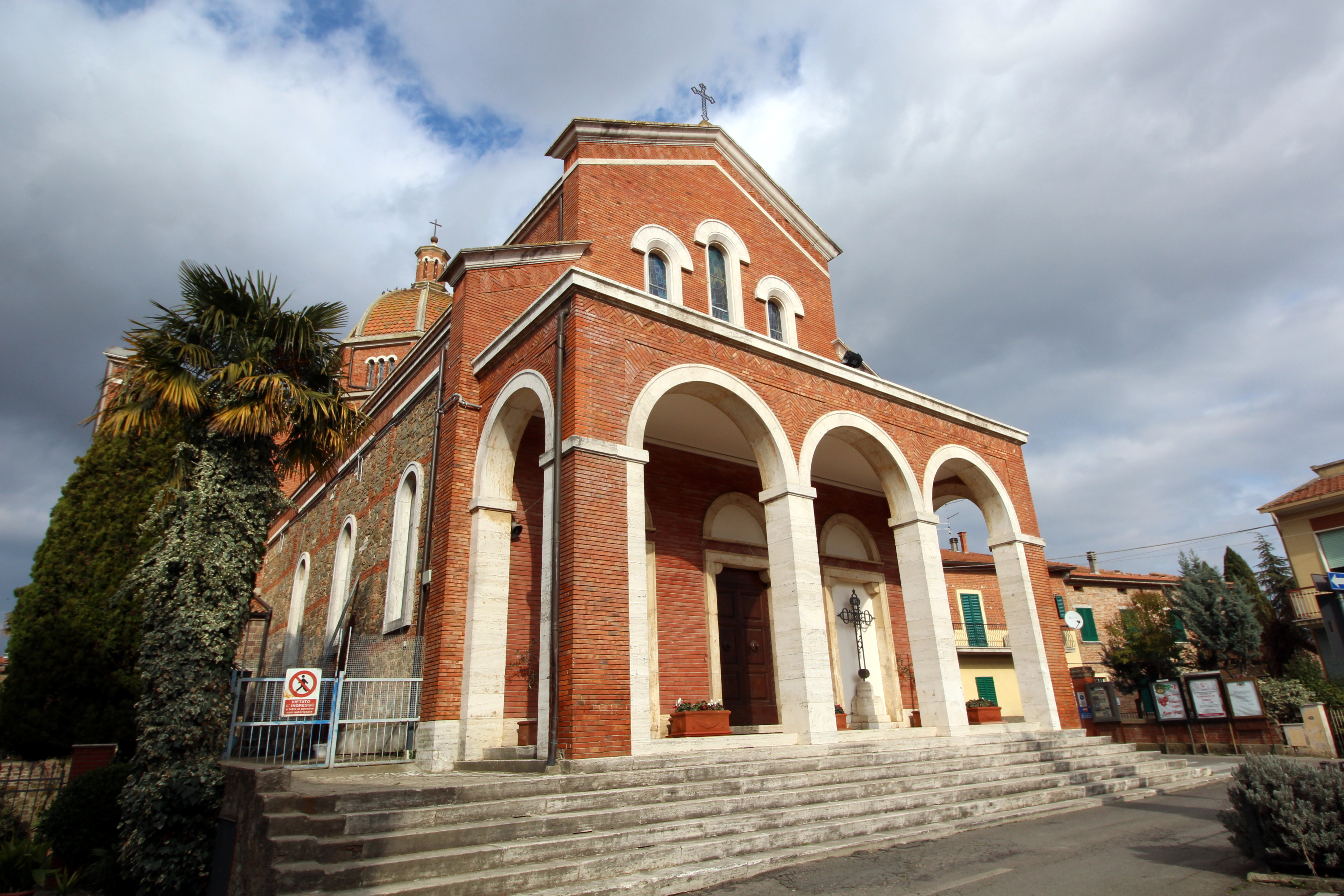
Die Kirche San Biagio im Ortsteil Pozzo della Chiana

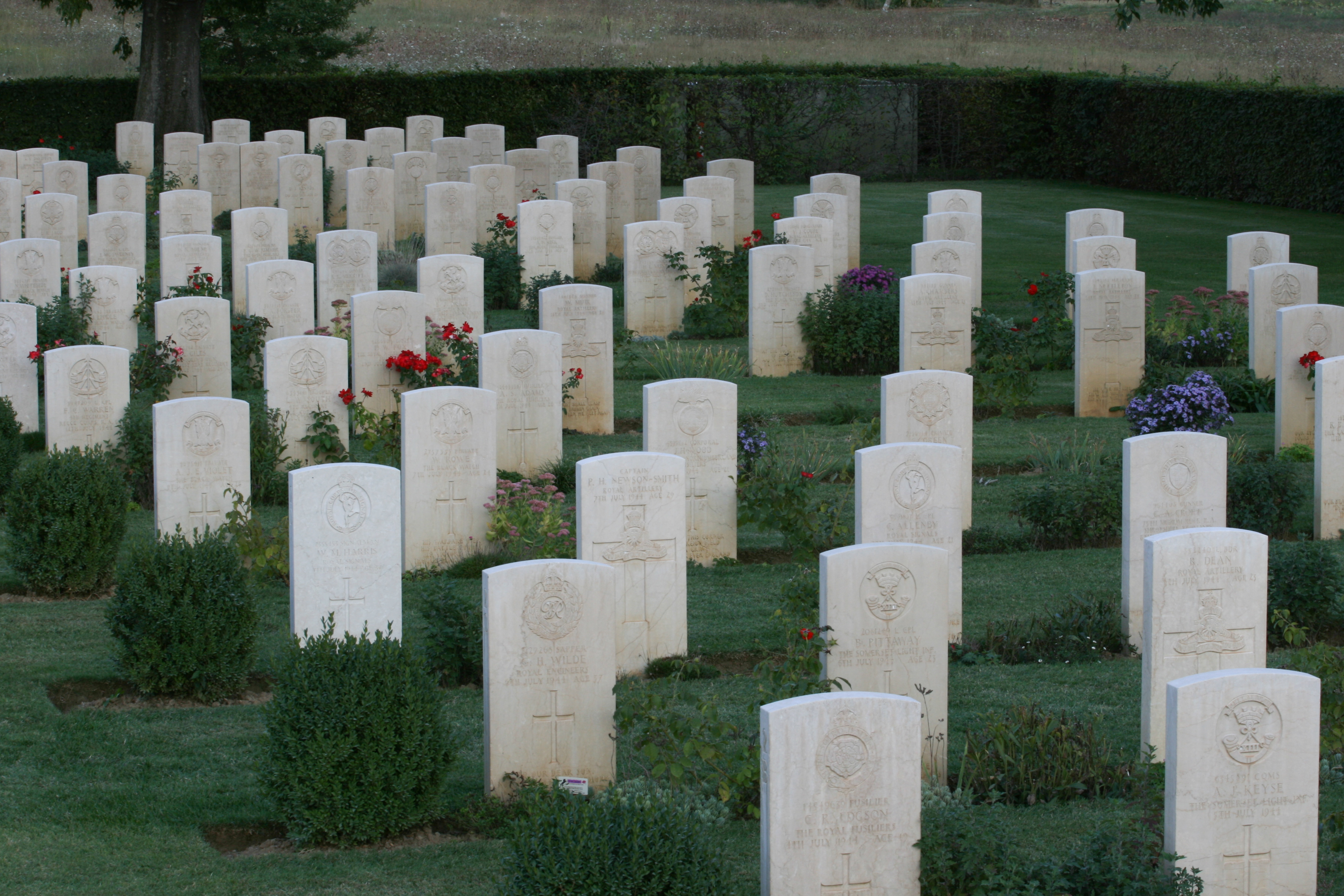
Der Foiano della Chiana War Cemetery

- Collegiata di San Martino (Santi Martino e Leonardo), Hauptkirche im Ortskern. Entstand im 16. Jahrhundert und übernahm den Namen von der bereits 1018 erwähnten Pieve San Martino, die unterhalb des Ortes im Tal lag und 1783 endgültig zerstört wurde. Die heutige Kirche im Ortskern wurde 1563 fertiggestellt und später mit Steinen der alten Pieve (Pieve Vecchia) erneuert. Enthält von Luca Signorelli das 1523 entstandene Werk Incoronazione della Vergine con Angeli e Santi sowie von Andrea Della Robbia das Werk Madonna della Cintola con i Santi Tommaso e Leonardo. Weitere Kunstwerke stammen von Raffaello Vanni und Antonio Circignani (Il Pomarancio).[4]
- Chiesa di Santa Maria della Fraternità (auch Chiesa di Sant’Eufemia genannt), Kirche im Ortskern. Enthält ein Werk von Andrea della Robbia.[4]
- Chiesa della Santissima Trinità, Kirche im Ortskern aus dem 16. Jahrhundert. Enthält von Antonio Circignani (Il Pomarancio) das Werk Trinità aus dem Jahr 1614.[4]
- Chiesa di San Michele Arcangelo, Kirche im Ortskern mit anliegendem Konvent der Dominikaner. Die Kirche entstand im 14. Jahrhundert. 1561 wurden die Kriegsschäden durch den Konflikt von Siena und Florenz behoben. Enthält Werke der Della Robbia, Lorenzo Lippi (Madonna del Rosario fra San Domenico e Santa Caterina da Siena, 1652 entstanden) und Andrea Commodi (Natività di Maria, um 1610 entstanden).[4]
- Chiesa di Santo Stefano Protomartire, ehemalige Kirche im Ortskern, die 1647 entstand. War bis ins 19. Jahrhundert als Teil des gleichnamigen Klosters aktiv.[5]
- Monumento al Milite Ignoto (Denkmal des unbekannten Soldaten), Denkmal aus Bronze am Hauptplatz Piazza Cavour, das 1923 entstand.[6]
- Chiesa di San Francesco, Kirche und Konvent kurz außerhalb des Ortskerns an der Straße nach Pozzo, die seit 1818 auch als Hospital Funktionen hat. Enthält von Andrea della Robbia das Werk Cristo e la Vergine che intercedono presso l’Eterno.[4]
- Monumento ai Caduti, Kriegsgefallenendenkmal in Pozzo della Chiana. Entstand 1923. Nach dem Zweiten Weltkrieg wurden die Namen der hier Gefallenen angefügt.[7]
- Tempio di Santo Stefano della Vittoria im Ortsteil Pozzo della Chiana. Der Tempel entstand 1569 unweit der Stelle der Schlacht als Erinnerung an den Sieg der Florentiner gegen Siena am 2. August 1554 in der Schlacht von Scannagallo, die ein Jahr später zur Niederlage Sienas hauptsächlich beitrug. Die Realisierung des Tempels wird Bartolomeo Ammanati und Giorgio Vasari zugeschrieben. Die Inschrift unterhalb des Medici-Wappens lautet Cosmus Medices Magnus Dux Etruriae.[4]
- Chiesa di San Biagio, Kirche im Ortsteil Pozzo della Chiana, die 1953 über den Resten der 1944 zerstörten Kirche entstand.[5]
- Oratorio del Santissimo Sacramento, Oratorium im Ortskern von Pozzo della Chiana. Entstand 1601.[5]
- Cimitero militare inglese (Foiano della Chiana War Cemetery), englischer Militärfriedhof von 1944 mit 256 Grabstätten in der Località Renzino kurz außerhalb des Ortskerns.[8]
- Chiesa della Madonna delle Grazie, Kirche in Renzino, die 1593 geweiht wurde.[5]
- Chiesa di Santa Maria della Pace, Kirche in La Pace, 16. Jahrhundert.[5]
- Chiesa della Madonna del Carmine, Kirche kurz außerhalb des Ortskerns an der Straße nach Sinalunga. Entstand 1611.[5]
- Oratorio della Madonna delle Grazie, Oratorium in der Località Porto a Brolio, 16. Jahrhundert.[5]
- Oratorio del Santissimo Crocifisso, Oratorium kurz außerhalb von Ponte a Ramo (Ponte al Ramo, al Rame), die 1698 entstand.[5]
- Oratorio di San Lorenzo, Oratorium im Ortsteil Santa Luce. Wurde am 23. Januar 1696 geweiht.[5]
- Oratorio della Madonna delle Querce, Oratorium bei Le Querce. Entstand 1611 durch die Familie Querci.[5]

## Verkehr

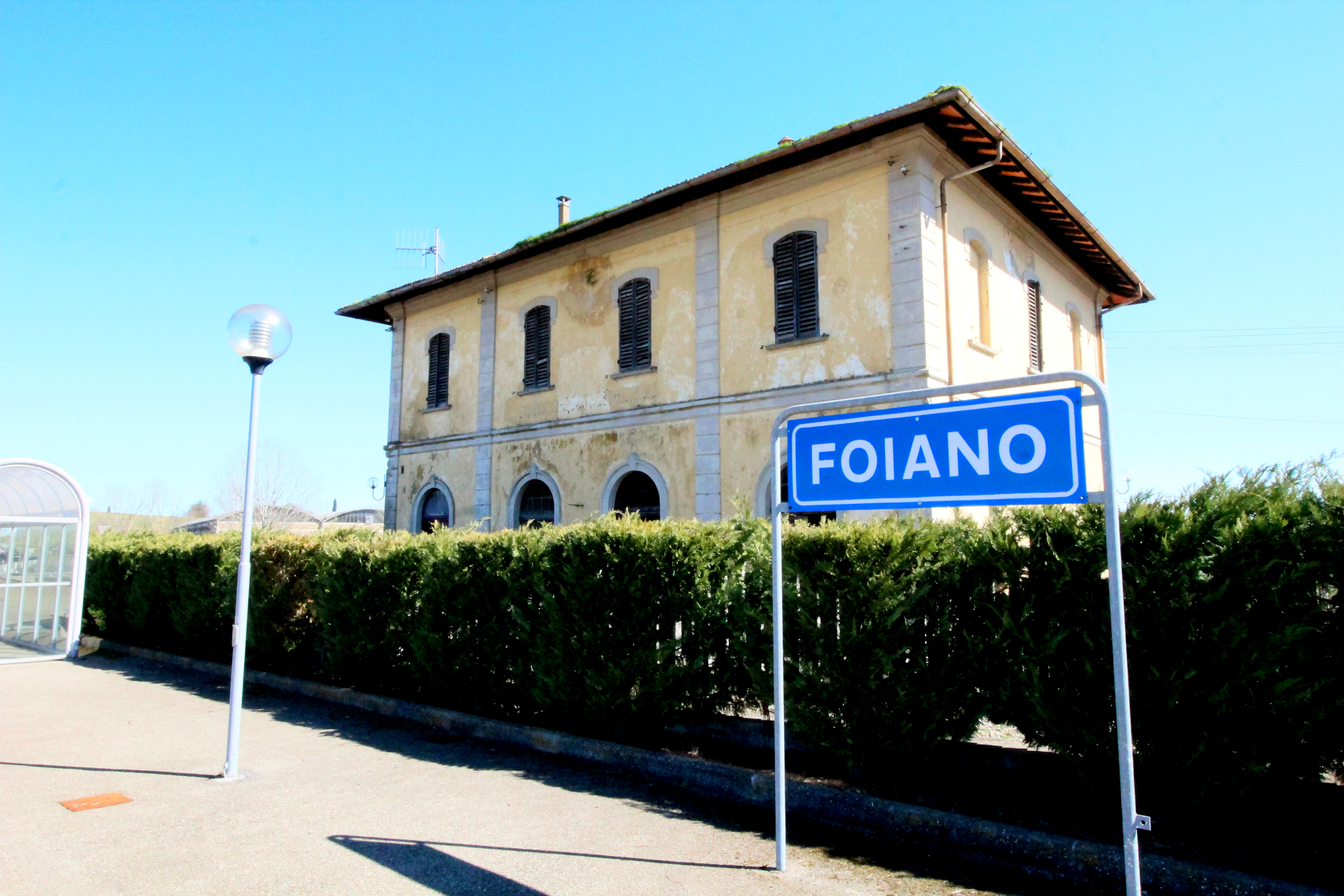
Der Bahnhof von Foiano della Chiana

- Der Ort liegt ca. 4 km nördlich der Anschlussstelle Valdichiana an der A1 (Teil der Autostrada del Sole)
- Die Anschlussstelle Foiano della Chiana liegt an dem Raccordo autostradale 6 (RA 6). Sie liegt ca. 2 km südöstlich des Ortskerns.
- An das Schienennetz ist der Ort über den Haltepunkt Foiano della Chiana angeschlossen. Er liegt an der Bahnstrecke Sinalunga-Arezzo und befindet sich ca. 2 km südwestlich des Ortskerns.

## Söhne und Töchter der Gemeinde
- Guido Zurli (* 9. Januar 1929 in Foiano della Chiana; † 23. Oktober 2009), Filmregisseur
- Valentina Giovagnini (* 6. April 1980 im Ortsteil Pozzo della Chiana; † 2. Januar 2009), Sängerin